# چهاچهرو

نمای گلی تر از چهاچهرو

چهاچهرو (به انگلیسی: Chachro) یک تحصیل در پاکستان است که در ایالت سند واقع شده‌است.